# Empresa de China

Fases planeadas en la Empresa de China.

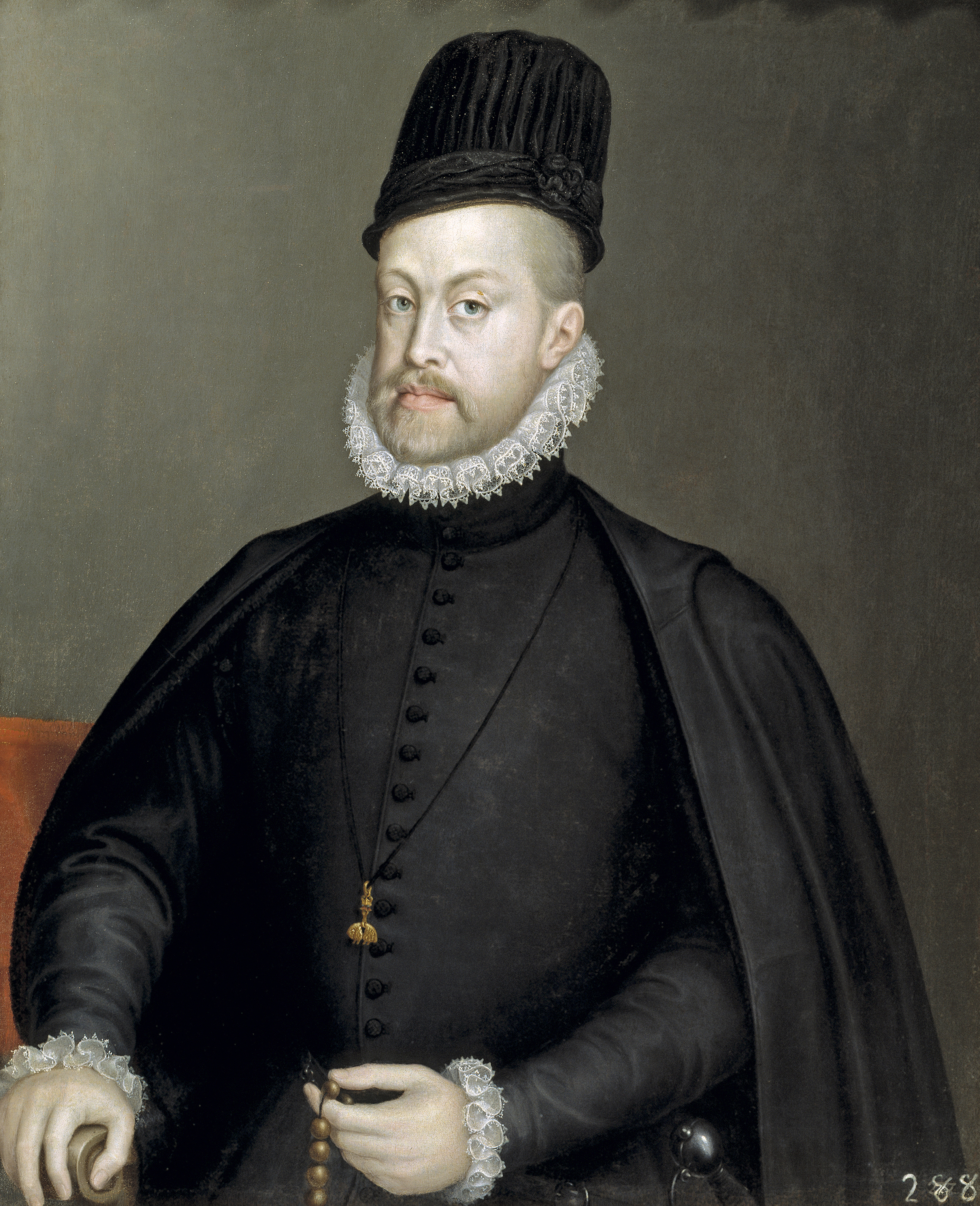
Felipe II de España y I de Portugal, bajo cuyo reinado se desarrolló la empresa de China.

La empresa de China, oficialmente regida en 1588 por la Junta de la Empresa de China, fue un proyecto de conquista de la Monarquía de España durante el siglo XVI. Propuesta en repetidas ocasiones como una culminación natural de la conquista de las Filipinas, contemplaba la invasión y conquista del Imperio chino, en aquel momento regido por la dinastía Ming, por medio de una coalición internacional que llegó a incluir españoles (castellanos, aragoneses, portugueses y filipinos), así como japoneses de la regencia de Toyotomi Hideyoshi, además de potenciales masas de aliados chinos.
La conquista de China aparentaba viabilidad a causa de los informes de emisarios y misioneros cristianos, que describían a la población de la dinastía Ming como gente desmovilizada, administrada militarmente con ineficiencia y que podía ser fácilmente sublevada contra sus gobernantes, viéndose esto del mismo modo que cuando los españoles habían utilizado a los vasallos aztecas e incas contra sus respectivos imperios. Obtenido el control de China, se procedería a la evangelización cristiana de sus naturales y a promover el mestizaje entre ibéricos y chinos, esperando convertir el país en una base de fuerzas desde la que extender la conquista y cristianización por toda Asia. En el mejor de los casos, la Monarquía Hispánica extendería su control hasta llegar a formar un frente oriental contra el Imperio otomano.
La empresa fue formulada por varias figuras de la Monarquía Hispánica, aunque su principal impulsor fue el jesuita Alonso Sánchez, que encontró controversia entre otros religiosos sobre si las corrientes humanistas vitorianas justificaban o se oponían al expansionismo militar. El rey Felipe II permitió la creación de un organismo oficial en 1588 para la consideración de estrategias, pero el fracaso de la Armada Invencible del mismo año hizo abandonarse el proyecto. Un plan adicional posterior, formulado por Martín de la Ascensión, contemplaba derribar a Toyotomi y conquistar Japón con ayuda de su propio alzamiento local, tras lo cual los ejércitos japoneses servirían para conquistar China, pero igualmente también quedó en el olvido.

## Historia
La idea de expandir el imperio hispánico hasta China fue formulada por primera vez por Hernán Cortés, conquistador del imperio azteca, quien en 1526 propuso en su tercera relación al rey Carlos I emprender la conquista de las Molucas y China desde los nuevos puertos de la Nueva España al Pacífico. Sin embargo, debido al fracaso de las expediciones de exploración de García Jofre de Loaísa y Álvaro Saavedra Cerón, esta última enviada por Cortés para intentar rescatar a los supervivientes de la primera, Carlos abandonó sus planes en el Pacífico y cedió al reino de Portugal todo derecho sobre las Molucas en el Tratado de Zaragoza.

### Primeros avances
La expansión española por el Pacífico llegó por fin con la expedición de Miguel López de Legazpi y el descubrimiento del tornaviaje por su expedicionario Andrés de Urdaneta, que permitió conectar las recién conquistadas Filipinas con Nueva España. A pesar de que el principal beneficio de la campaña era el acceso al mercado asiático de especias, gran parte de los emigrantes a Filipinas, muchos de ellos con experiencia en las conquistas de América, consideraban el archipiélago como un primer paso implícito para iniciar la conquista de la cercana China. Fundamentaba esta percepción el que hubieran sido necesarios pocos españoles para derrocar los imperios azteca e inca, y se suponía posible contar con la ayuda de aliados locales, ya fueran japoneses, chinos y de otras nacionalidades. El propio Legazpi elegiría Manila en lugar de Cebú como principal base española por su mayor cercanía a las rutas de comercio chino, desde donde podría accederse con mayor facilidad.

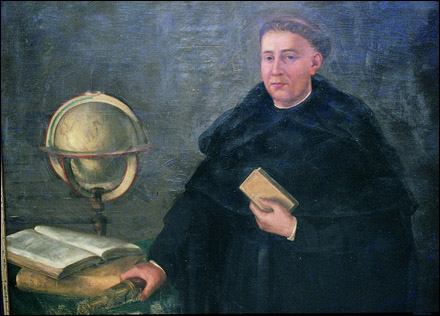
Martín de Rada, misionero y cosmógrafo, considerado uno de los primeros sinólogos en la historia.

Un primer informe al respecto fue enviado al virrey Martín Enríquez de Almansa por Martín de Rada, uno de los primeros embajadores occidentales a tierras chinas, en 1569. Tras su visita al país, Rada afirmaba haber comprobado que, aunque el país estaba densamente poblado y tenía inclinación xenófoba, su población no era belicosa y confiaba mayormente en su superioridad numérica y sus murallas, por lo que no harían falta muchos efectivos españoles para sujetarles. Sin embargo, Rada aconsejaba una campaña lo más pacífica posible, basada en la persuasión y en la evangelización.
En 1575, después de la victoria en Manila contra el pirata chino Limahon, el imperio español y la dinastía Ming tendieron puentes, enviándose a Martín de Rada y Jerónimo Martín a Fujian con miras a asegurar un asentamiento español similar al Macao portugués. El proyecto no tuvo fruto, y el gobernador de las Filipinas Francisco de Sande optó por enviar cartas al rey Felipe II proponiendo atacar China, afirmando que bastarían 4.000-6.000 soldados y que les daría alas la tiranía a la que los chinos estaban sometidos. Sin embargo, el rey dictaminó en 1577 que no era convenientes por el momento y que procurase en su lugar cultivar la amistad de los Ming. Una sugerencia similar le llegó al año siguiente de la pluma de Diego García de Palacio, oídor de Guatemala, el cual proponía comenzar un transbordo militar desde España a Filipinas, a razón de 500 soldados por año, hasta formar una guarnición isleña lo bastante grande como para pacificar el archipiélago y hacer posible la toma de China. Sus planes fueron ignorados. Con la sucesión de Sande por Gonzalo Ronquillo de Peñalosa se resucitó el debate, pero con la misma conclusión.

### Influencia de la Compañía de Jesús
La empresa de China recibiría un impulso religioso y político de la mano del Sínodo de Manila, y en particular del controvertido jesuita y diplomático Alonso Sánchez, que visitó el país en 1582 para confirmar la lealtad de Macao tras la unión dinástica de España y Portugal del mismo año. Sánchez sufrió y presenció arrestos por parte de unas autoridades chinas hostiles al no haber sido informadas de la unión, y a su retorno al año siguiente Sánchez era de la creencia de que sólo mediante la ayuda militar podría evangelizarse China.

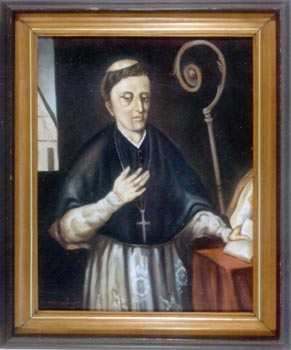
Domingo de Salazar, misionero y obispo.

Sánchez regresó a tiempo de participar en la tercera de las juntas anuales del sínodo, donde discutió con el obispo Domingo de Salazar y el misionero Antonio Sedeño la posibilidad de una conquista, avalados por una mala situación económica local que incitaba a expandirse. Salazar contribuyó con las tesis de Francisco de Vitoria sobre la guerra justa, argumentando que China había cometido suficientes vejaciones contra cristianos como para justificar un conflicto, y para ello recogió no sólo informes de que las autoridades chinas dificultaban la labor evangelizante, sino también los testimonios de ocho navegantes laicos ibéricos injuriados en su trato con China. Salazar daba además planes estratégicos, proponiendo recabar la ayuda de Japón por medio de los jesuitas lusos, así como confiscar los buques de los mercaderes chinos atracados en Filipinas para costear la incursión. Sin embargo, y siguiendo cuidadosamente a Vitoria, consideró que aún era pronto para decidir si una invasión a China entraba dentro de la legitimidad humanista. Las conclusiones fueron recogidas en un documento con fecha de 19 de abril de 1583 enviado a Felipe II.
A estos planes se sumó el superior general de la misión jesuita en China, el portugués Francisco Cabral, apuntando en junio de 1584 que el dominio de China traería incontables beneficios tanto pecuniarios como espirituales y que la propia administración imperial china lo facilitaría una vez asimilada. El luso afirmaba, a través de su experiencia en Macao, que el país estaba mal defendido y que su población era proclive a levantarse contra los mandarines que les oprimían, y que bastarían 10.000 efectivos hispanos para la invasión, calculando que podría atraer también a 2.000 japoneses a la causa gracias a los contactos de su orden. Además, se ofrecía a modo de espía para preparar la campaña, y ofrecía los servicios de los italianos Matteo Ricci y Michele Ruggieri para el mismo fin. Cabral determinaba que la conquista terminaría por sí misma tan pronto como capturasen al emperador Wanli en Pekín. El factor real Juan Bautista Román lo corroboraba, calculando poder reunir a 7.000 guerreros cristianos japoneses.

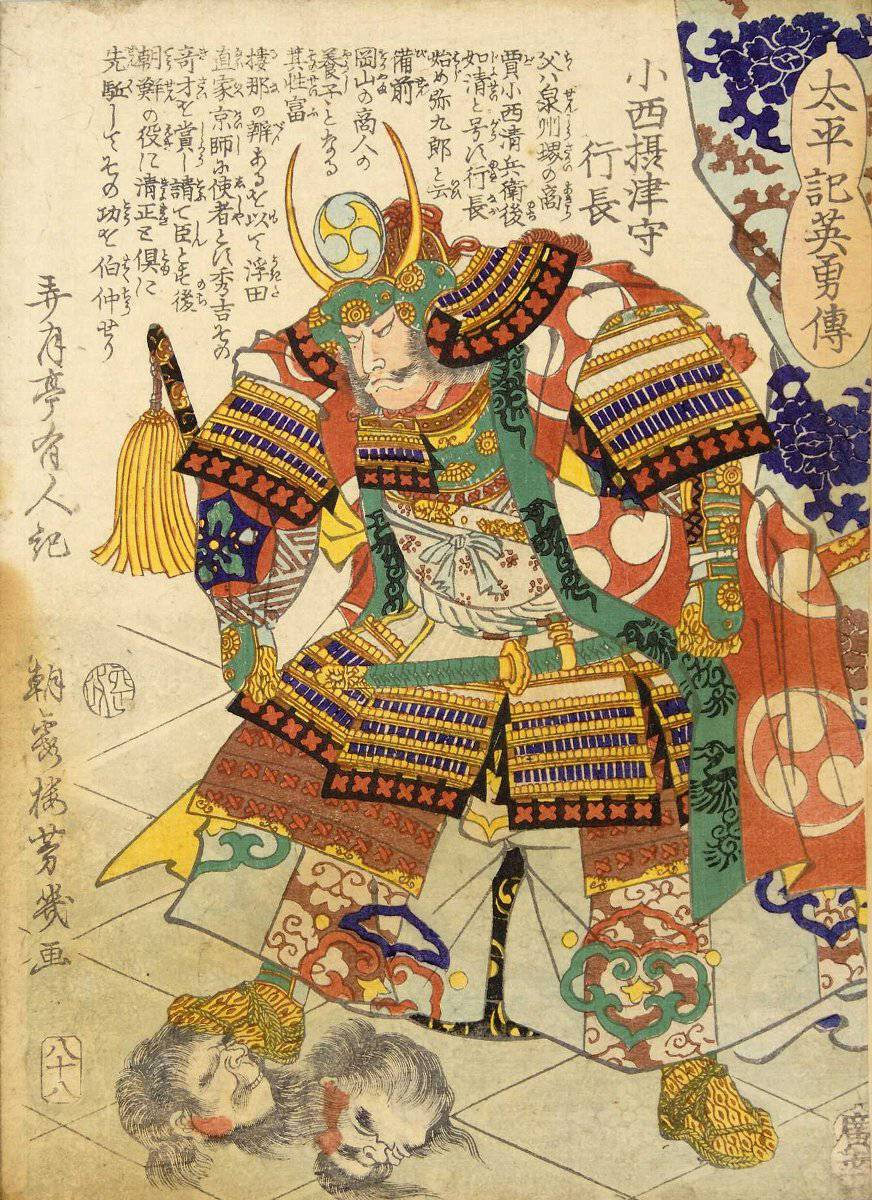
Konishi Yukinaga, daimyo cristiano y almirante.

Con el avance del proyecto, el Memorial General de las Filipinas de 1586 incluyó un documento redactado por Sánchez, titulado De la entrada de China en particular, donde se recogían de manera enormemente detallada los pormenores de la empresa de China y del futuro gobierno del terreno conquistado. El plan contemplaba reunir una armada hispanoportuguesa, aunque liderada solamente por el gobernador de Filipinas, compuesta por al menos 10.000-12.000 soldados ibéricos (preferiblemente vizcaínos), 6.000 visayos y 5.000 japoneses reclutados en Nagasaki, contando con el apoyo logístico de los jesuitas portugueses gracias a su experiencia local, y dotada de un fondo de 200.000 pesos con el que sobornar estratégicamente a mandarines y pagar a mercenarios. Los castellanos invadirían China desde el puerto de Fujian, mientras que los lusos lo harían desde Guangdong. Ricci y Ruggieri serían llamados previamente como asesores y negociadores con las autoridades chinas, y el proceso de derroque de éstas se llevaría a cabo bajo los cánones vitorianos de prevenir la violencia innecesaria y el maltrato a la población.
Una vez establecido el control ibérico sobre China, se procedería a su evangelización e hispanicización, fundando encomiendas y propiedades nobiliarias y erigiendo infraestructuras tales como hospitales, universidades, órdenes militares y monasterios cristianos, ayudándose de un plan de mestizaje en el que se promovería el matrimonio de conquistadores con mujeres chinas. El plan supondría un paso adelante para la monarquía universal hispánica, ya que una potencial China española haría posible extender fácilmente el imperio a todo el sudeste de Asia y el Índico, sujetando y cristianizando la Cochinchina, Siam, Camboya, la India, Borneo, Sumatra, las Molucas y varios otros, hasta el punto de poder recabar aliados contra imperio otomano y abrir un frente oriental contra él.
Ya en 1587 se realizaron preparativos para la guerra, amurallando la ciudad de Manila y haciendo acopio de armas y provisiones. El mismo año, fortuitamente, arribó a Manila una delegación japonesa llegada desde Hirado y encabezada por Konishi Yukinaga, cristiano japonés y gran almirante de Toyotomi Hideyoshi, para ofrecer 6.000 vasallos y "toda la gente y soldados que [España] les pidiese" para colaborar en una invasión contra sus enemigos históricos de China, además de Borneo, Siam o las Molucas.

### Deliberaciones y abandono

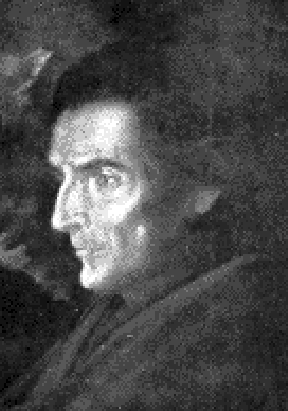
José de Acosta, teólogo, antropólogo y naturalista.

La propuesta de Sánchez y Salazar, sin embargo, se topó con la oposición de otra corriente jesuita encabezada por Alessandro Valignano y el rector general Claudio Acquaviva, que veían la empresa de China como un acto de militarismo y una violación de la regla cristiana de evangelizar sin el uso de las armas. También lo hacían numerosos jesuitas lusos, temerosos de arruinar sus intereses económicos nacionales. Cuando Sánchez partió para España en junio de 1586 con objeto de informar a la corona sobre al estado de las Filipinas, y secretamente de abordar la realización de la empresa, Acquaviva le asignó la supervisión del prestigioso teólogo e historiador José de Acosta, con órdenes de refutar sus propuestas. Acosta escribió todo un tratado utilizando las propias tesis de Vitoria para censurar la invasión de China. Las protestas de los opositores y los propios movimientos de Sánchez, que impidió en Nueva España el destino de misioneros dominicos a China para no entorpecer la empresa, terminaron por poner en su contra también a Salazar.
Sánchez pudo entrevistarse con Felipe II en diciembre de 1587 y, a pesar de la presencia de Acosta, le hizo llegar una copia de su documento. Sus esfuerzos tuvieron éxito y, cuando los preparativos de Armada Invencible lo permitieron, el monarca autorizó la inauguración de una Junta para la Empresa de China en marzo de 1588. La junta se componía del presidente del Consejo de Indias Hernando de Vega y Fonseca, el general Alonso de Vargas, el almirante Joan de Cardona i Requesens, los secretarios Juan de Idiáquez y Olazábal y Cristóbal de Moura, el religioso Pedro Moya y cuatro miembros del Consejo de Guerra de Castilla. Su desarrollo, sin embargo, se interrumpió con las noticias del fracaso de la armada en agosto, sumado a la posición de dominicos y franciscanos que veían en la guerra un entorpecimiento de sus labores de prédica, tras lo cual el interés real por la cuestión cesó por completo.
El nuevo gobernador de Filipinas, Gómez Pérez das Mariñas, fue elegido por patrocinio de Sánchez, pero se le dieron órdenes expresas de no hacer la guerra a China. Por el contrario, Das Mariñas se vio en tensiones diplomáticas contra Toyotomi, quien pretendía rendir las Filipinas a su vasallaje con miras a su invasión de Corea, y al cual los espías locales atribuían la idea de atacar las Filipinas en caso de negativa. Aunque este giro nunca se dio, en tiempos de la embajada de Juan Cobo se planteó la posibilidad de buscar un acuerdo de mutua defensa con China contra Japón y no viceversa. Cuando Das Mariñas fue sucedido por su hijo Luis, el proyecto de conquistar China volvió brevemente a la palestra, esta vez de manera indirecta: el sacerdote Martín de la Ascensión propuso al gobernador un plan igualmente vasto de invadir Japón, en el que también se hallarían aliados naturales debido a sus guerras internas, y con cuyos ejércitos nativos, una vez asimilados a la corona hispánica, podrían llevarse a cabo campañas contra China y las demás tierras asiáticas. Un aliado local barajado, además de los cristianos japoneses, no era sino el futuro shogun Tokugawa Ieyasu. El incidente del San Felipe y sus ramificaciones, sin embargo, hicieron abandonarse el proyecto también.

## En la cultura popular
La novela histórica de 2015 La caja china, de Jesús Maeso de la Torre, se ambienta en el paisaje político de la Empresa de China.